# Superamento della personalità giuridica
Il superamento della personalità giuridica è una tecnica ammessa da alcuni ordinamenti giuridici per riparare all'ipotesi di abuso della personalità giuridica da parte dei soci di una società di capitali. Si tratta dunque di un'ipotesi tipica di abuso del diritto. In conseguenza dell'applicazione di questa tecnica, i debiti di una società insolvente possono essere imputati direttamente a tutti o ad alcuni soci.
Negli ordinamenti anglosassoni questa tecnica è nota come piercing the corporate veil, ossia letteralmente "squarciamento del velo societario".

## Premessa
Autorevoli comparatisti ritengono che esistano cinque caratteristiche comuni alle società di capitali in tutti i principali ordinamenti: le prime due caratteristiche sono la personalità giuridica e la responsabilità limitata dei soci, che sono fondamentali per la distinzione stessa della forma giuridica della società di capitali rispetto alla società di persone. 
Grazie all'effetto congiunto di queste caratteristiche, da un lato il patrimonio personale del socio è protetto rispetto alle vicende della società, incentivando così l'attività imprenditoriale, ma dall'altro anche il patrimonio sociale è protetto rispetto alle vicende personali del socio, garantendo la stabilità del patrimonio aziendale. Il rischio d'impresa è così scaricato in gran parte sui terzi creditori che entrano - volontariamente - in contatto con la società.
Per quest'ultimo motivo i principali ordinamenti tendono a fornire un'adeguata protezione ai creditori sociali. L'intervento del legislatore a protezione del creditore è particolarmente necessario in almeno tre ipotesi: società insolventi, gruppi societari, creditori involontari. Le strategie a garanzia del creditore consistono principalmente in obblighi di trasparenza (ad esempio i GAAP statunitensi), regole sul capitale sociale (ad esempio la fissazione di un capitale sociale minimo) e clausole generali (standards), come ad esempio porre una responsabilità in capo agli amministratori o ai soci. In quest'ultima categoria rientra la tecnica del superamento della personalità giuridica.

## Applicazioni concrete
In generale il superamento della personalità giuridica è praticato molto raramente dalle corti dei principali ordinamenti, proprio per i suoi effetti dirompenti rispetto alle caratteristiche fondamentali di una società di capitali. La tecnica trova riscontro soprattutto riguardo ai gruppi societari, o in casi di conclamata cattiva gestione da parte dei soci di controllo, ma vi sono esempi di utilizzo nell'ambito di società sottocapitalizzate.

### Belgio
Gli articoli 225, 229, 440, 456 del Codice delle società belga disciplinano una particolare procedura di superamento della personalità giuridica in caso di società anonima o società a responsabilità limitata manifestamente sottocapitalizzata. Si tratta dell'unica disposizione del genere in Europa.
Viene infatti previsto che al momento della costituzione della società deve essere redatto un piano finanziario segreto, che viene consegnato in busta chiusa a un notaio; qualora la società diventi insolvente nei primi tre anni di vita, il giudice in sede di procedura concorsuale acquisisce il piano finanziario e lo valuta: qualora i capitali sociali risultino essere manifestamente insufficienti, e dunque la società sottocapitalizzata fin dall'inizio, i soci fondatori sono chiamati a rispondere dei debiti societari.

### Germania
In Germania non vi sono disposizioni specifiche, tuttavia la dottrina ha elaborato alcune ipotesi tipiche (Fallgruppen) in cui è ammesso il superamento della personalità giuridica.
Nell'ambito delle società sottocapitalizzate, la dottrina distingue tra sottocapitalizzazione originaria, nel qual caso rispondono tutti i soci, e sottocapitalizzazione sopravvenuta, nel qual caso rispondono solo i soci di controllo. 
Le tecniche utilizzate in concreto sono due: una di diritto civile, che pone in capo ai soci il risarcimento del danno subito dai creditori sociali in base alle norme di diritto comune sull'illecito (§ 823-826); un'altra di diritto societario, che prevede un vero e proprio superamento della personalità giuridica (Durchgriff), sulla base di diverse ricostruzioni dottrinarie. Infatti taluni sostengono l'institutionelle Durchgriff, ossia il superamento basato sui principi generali dei "buoni costumi" e della buona fede; altri invece la Durchgriff durch Rechtsanwendung, ovvero il superamento basato sul procedimento della teleologiske Reduktion (disapplicazione finalizzata) della responsabilità limitata.

### Regno Unito
Il superamento della personalità giuridica avviene raramente nel Regno Unito. In un caso deciso nel 1990, Adams v Cape Industries plc, la House of Lords ha chiarito come il superamento della personalità giuridica possa avvenire unicamente quando la società sia creata al fine di perseguire scopi fraudolenti o quando la stessa sia creata al fine di non adempiere a un'obbligazione esistente. Dalla predetta sentenza si rileva come, nonostante la sua natura di rimedio eccezionale, il superamento della personalità giuridica sia stato ritenuto legittimo in tutti i casi nei quali la struttura societaria configuri unicamente una «mere façade», sia cioè utilizzata come mera copertura, come schermo per mascherare una diversa realtà.